# Kniha hodinek maršála Boucicauta
Kniha hodinek maršála Boucicauta je středověká kniha hodinek, která představuje výjimečné svědectví o pařížském gotickém stylu. Vytvořil ji neznámý autor nazývaný jako Mistr Hodinek maršála Boucicauta pro Jeana Boucicauta. Tento rukopis pařížských liturgických hodin vznikl v letech 1405 až 1408 a obsahuje 242 listů o rozměrech 27,4 x 19 cm se čtyřiceti čtyřmi miniaturami. Je uložen v muzeu Jacquemart-André v Paříži.

## Popis

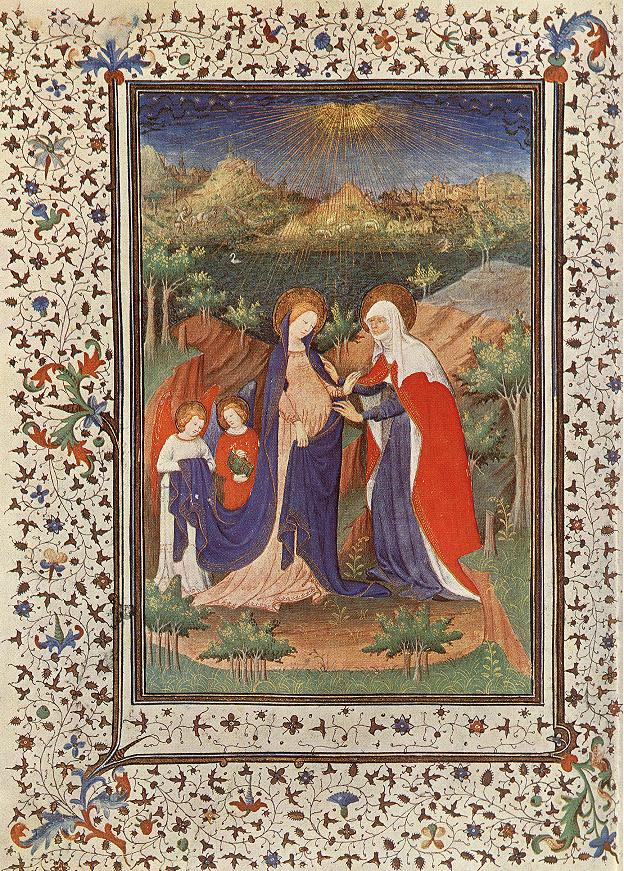
Miniatura Navštívení

Mistr Hodinek maršála Boucicauta, který je autorem maleb v tomto rukopisu, zobrazuje krajiny s jedinečným mistrovstvím a vkusem, zejména díky působení světla a perspektivy, jemnosti linií a jemnosti barev. Historik umění Paul Durrieu v roce 1905 předpokládal, že slavným mistrem Boucicautu je iluminátor z Brug, Jacques Coene, který působil v Paříži. Vyniká v zobrazeních, jako jsou Navštívení a Útěk do Egypta, která vyobrazují malou místnost s Pannou Marií při laudách a nešporách. První miniatura je osvětlena shora díky paprskům vyzařovaným holubicí Ducha svatého, druhá vycházejícím sluncem vrhajícím své paprsky k obloze; krajiny představují spíše pozemský ráj než suchou krajinu Svaté země .
Kolem roku 1400 bylo v Paříži tolik iluminačních dílen, že poptávka převyšovala nabídku. Dílna Mistra Boucicautu pracovala i pro královský dvůr.
Maršál de Boucicaut byl velmi zbožný. Dvakrát denně navštěvoval mši, v pátek se postil a dlouhou dobu trávil v modlitbách. Dvacet sedm velkých miniatur představujících světce, k nimž Boucicaut pociťoval velkou oddanost, je zobrazeno vždy v souvislosti s maršálovým životem. První ukazuje svatého Leonarda, patrona vězňů, před nímž klečí Jan Burgundský a maršál. Tato miniatura je výrazem díků za jeho vykoupení ze zajetí u sultána Bajazída, do něhož padl při bitvě u Nikopole.

## Vlastníci
Po bezdětném páru zdědil rukopis maršálův bratr Geoffroy Le Meingre, guvernér Dauphiné v letech 1399–1407. Poté, co mu v roce 1407 zemřela manželka Constance de Saluces, se v roce 1421 oženil s Isabelle de Poitiers-Valentinois. Jejich syn Jean III. Le Meingre nechal do rukopisu přidat čtyři listy se svým portrétem a přidáním erbu rodu Poitiers-Valentinois upravit jeho desky, které byly původně ozdobeny erby a hesly maršála a jeho manželky. To se stalo poté, co v roce 1485 jeho bratranec Aymar de Poitiers-Valentinois souhlasil s přidáním jejich rodného erbu do nově upraveného erbu rodu Le Meingre. Ten se stal později majitelem knihy a po jeho smrti (1530) přešlo vlastnictví na Dianu de Poitiers.
Kniha později patřila Henriettě de Balzac d'Entragues, markýze de Verneuil, milence Jindřicha IV. Při narození jejich dcery 21. ledna 1603 král napsal poznámku na jednu z iluminací. Na konci 17. století byl jejím vlastníkem Nicolas de La Reynie. V březnu 1900 koupila rukopis Nélie Jacquemart-André za obrovskou sumu 68 500 franků při rozprodeji věcí z kabinetu Guyota de Villeneuve. Proto je dnes v muzeu Jacquemart-André v Paříži.